# Gotfrid
Gotfrid Plantagenet (23. rujna 1158. – 19. kolovoza 1186.) bio je princ Engleske, sin kralja Henrika II. i njegove supruge, kraljice Eleonore Akvitanske. Bio je vojvoda Bretanje kao Gotfrid II. (francuski: Geoffroy II.).

## Obitelj
Gotfrid je bio stariji brat Ivana bez Zemlje. Oženio je Konstanzu Penture 1181. Imali su troje djece:
- Eleonora (nazvana po baki)
- Matilda
- Artur

Eleonora je jako nalikovala ocu te je poput njega imala tamnu kosu i oči.

## Životopis
Gotfrid je imao 15 godina kad se pobunio protiv svog oca. Bio je dobar prijatelj Filipa II., francuskog kralja. Napadao je crkve i samostane zbog novca. Umro je u Parizu u dobi od 27 godina. Na njegovu je sprovodu bila prisutna njegova polusestra Marija Capet koja je organizirala misu za njegovu dušu. Pokopan je u katedrali Notre Dame u Parizu.